# Grone
Grone (lombardul: Grù) település Olaszországban, Lombardia régióban, Bergamo megyében. Lakosainak száma 865 fő (2023. január 1.). Grone Adrara San Martino, Monasterolo del Castello, Vigano San Martino, Berzo San Fermo és Casazza községekkel határos.

## Népesség
A település lakossága az elmúlt években az alábbi módon változott:
| Lakosok száma | 900  | 905  | 865  |
|               | 2017 | 2018 | 2023 |